# Saratoga (álbum)
Saratoga es el primer álbum en estudio de la banda homónima, tras la realización de tres maquetas, lanzado en 1995.

## Lista de canciones
1. Grita - 3:57
2. Ningún Precio - 4:45
3. Tortura  - 4:01
4. Loco - 4:20
5. 20 Años - 4:10
6. Eres Tú - 3:41
7. Ojos De Mujer - 5:06
8. Prisionero - 4:13
9. Ojo Por Ojo - 4:54
10. Cunas De Ortigas - 3:32

## Componentes
- Jero Ramiro (guitarra)
- Niko Del Hierro (bajo)
- Fortu (voz)
- Joaquín Arellano "El Niño" (Batería)

- Datos: Q6121836